# Кшиж-Велькопольски (гмина)
Кшиж-Велькопольски (пол. Krzyż Wielkopolski) — гмина (волость) в Польше с центром в одноимённом городе, входит как административная единица в Чарнковско-Тшчанецкий повет, Великопольское воеводство. Население — 8820 человек (на 2004 год).

## Сельские округа
1. Бжеги
2. Хута-Шкляна
3. Кузница-Желиховска
4. Любч-Малы
5. Любч-Вельки
6. Локач-Малы
7. Локач-Вельки
8. Нове-Белице
9. Пшесеки
10. Визаны
11. Желихово
12. Пестковница
13. Жечин
14. Зацише

## Соседние гмины
1. Гмина Члопа
2. Гмина Добегнев
3. Гмина Дравско
4. Гмина Дрезденко
5. Гмина Велень